# Calomnie (film)
Pour le film de Alfred E. Green sorti en 1924, voir Calomnie (film, 1924).
Pour plus de détails, voir Fiche technique et Distribution.
Calomnie (Slander) est un film américain en noir et blanc réalisé par Roy Rowland, sorti en 1957.

## Synopsis
Le rédacteur en chef et éditeur du magazine Scandal, H. R. Manley, n'épargne personne dans le but d'augmenter ses ventes. Malgré son succès, il doit une grosse somme à l'imprimeur du magazine. Il lui faut donc trouver un sujet à sensation pour stimuler les ventes. Il décide qu'une histoire scandaleuse autour de la star de cinéma Mary Sawyer serait l'idéal. Manley enquête et découvre que Mary Sawyer cache un secret qui pourrait nuire à sa carrière, secret connu seulement de son ami de longue date, Scott Martin.

## Fiche technique
- Titre français : Calomnie
- Titre original : Slander
- Réalisation : Roy Rowland
- Scénario : Jerome Weidman, d'après une histoire de Harry W. Junkin
- Musique : Jeff Alexander
- Photographie : Harold J. Marzorati
- Montage : George Boemler
- Producteur : Armand Deutsch
- Société de production et de distribution : Metro-Goldwyn-Mayer
- Pays de production :  États-Unis
- Langue d'origine : anglais américain
- Format : noir et blanc — 35 mm — 1.66:1 — son : Perspecta Stereo (Westrex Recording System)
- Genre : drame
- Durée : 81 minutes
- Dates de sortie : 
  - États-Unis : 18 janvier 1957
  - France : 31 octobre 1958

## Distribution
- Van Johnson : Scott Martin
- Ann Blyth : Connie Martin
- Steve Cochran : H. R. Manley
- Marjorie Rambeau : Mrs. Manley
- Richard Eyer : Joey
- Harold J. Stone : Seth
- Philip Coolidge : Homer Crowley